# Метод k ближайших соседей
Метод {\displaystyle k} ближайших соседей (англ. k-nearest neighbors algorithm, k-NN) — метрический алгоритм для автоматической классификации объектов или регрессии.
В случае использования метода для классификации объект присваивается тому классу, который является наиболее распространённым среди {\displaystyle k} соседей данного элемента, классы которых уже известны. В случае использования метода для регрессии, объекту присваивается среднее значение по {\displaystyle k} ближайшим к нему объектам, значения которых уже известны.
Алгоритм может быть применим к выборкам с большим количеством атрибутов (многомерным). Для этого перед применением нужно определить функцию расстояния; классический вариант такой функции — евклидова метрика.

## Нормализация
Разные атрибуты могут иметь разный диапазон представленных значений в выборке (например атрибут А представлен в диапазоне от 0,1 до 0,5, а атрибут Б представлен в диапазоне от 1000 до 5000), то значения дистанции могут сильно зависеть от атрибутов с бо́льшими диапазонами. Поэтому данные обычно подлежат нормализации. При кластерном анализе есть два основных способа нормализации данных: минимакс-нормализация и Z-нормализация.
Минимакс-нормализация осуществляется следующим образом:
{\displaystyle x'=(x-\min[X])/(\max[X]-\min[X])},
в этом случае все значения будут лежать в диапазоне от 0 до 1; дискретные бинарные значения определяются как 0 и 1.
Z-нормализация:
{\displaystyle x'=(x-M[X])/\sigma [X]},
где {\displaystyle \sigma } — среднеквадратичное отклонение; в этом случае большинство значений попадёт в диапазон {\displaystyle (-3\sigma ;3\sigma )}.

## Выделение значимых атрибутов
Некоторые значимые атрибуты могут быть важнее остальных, поэтому для каждого атрибута может быть задан в соответствие определённый вес (например вычисленный с помощью тестовой выборки и оптимизации ошибки отклонения). Таким образом, каждому атрибуту {\displaystyle k} будет задан в соответствие вес {\displaystyle z_{k}}, так что значение атрибута будет попадать в диапазон {\displaystyle [0;z_{k}\max(k)]} (для нормализованных значений по минимакс-методу). Например, если атрибуту присвоен вес 2,7, то его нормализованно-взвешенное значение будет лежать в диапазоне {\displaystyle [0;2{,}7].}

## Взвешенный способ
При взвешенном способе во внимание принимается не только количество попавших в область определённых классов, но и их удалённость от нового значения.
Для каждого класса {\displaystyle j} определяется оценка близости:
{\displaystyle Q_{j}=\sum _{i=1}^{n}{\frac {1}{d(x,a_{i})^{2}}}},
где {\displaystyle d(x,a_{i})} — расстояние от нового значения {\displaystyle x} до объекта {\displaystyle a_{i}}.
У какого класса выше значение близости, тот класс и присваивается новому объекту.
С помощью метода можно вычислять значение одного из атрибутов классифицируемого объекта на основании дистанций от попавших в область объектов и соответствующих значений этого же атрибута у объектов:
{\displaystyle x_{k}={\frac {\sum _{i=1}^{n}k_{i}d(x,a_{i})^{2}}{\sum _{i=1}^{n}d(x,a_{i})^{2}}}},
где {\displaystyle a_{i}} — {\displaystyle i}-й объект, попавший в область, {\displaystyle k_{i}} — значение атрибута {\displaystyle k} у заданного объекта {\displaystyle a_{i}}, {\displaystyle x} — новый объект, {\displaystyle x_{k}} — {\displaystyle k}-й атрибут нового объекта.